# Carsten Quesel
Carsten Quesel (* 1961) ist ein Bildungssoziologe und Hochschullehrer.

## Leben
Quesel studierte von 1980 bis 1986 Philosophie, Soziologie und Politikwissenschaft an den Universitäten Münster und Osnabrück. 1986 erwarb er ein Diplom in Sozialwissenschaften an der Universität Osnabrück. Dort erfolgte 1992 auch die Promotion zum Dr. phil. mit der Dissertation Soziale Emanzipation. Kollektivismus und Demokratie im Umbruch von der ständischen zur bürgerlichen Gesellschaft in Deutschland.
Von 1995 bis 2001 war Quesel als Wissenschaftlicher Assistent am Fachbereich Soziologie an der Pädagogischen Hochschule Schwäbisch Gmünd  und anschließend bis 2004 als Leiter des Nationalfondsprojekts Zur Entwicklung der politischen Kognition an der Universität Fribourg tätig. Seine Habilitation erfolgte 2003 mit der Arbeit Pädagogik und politische Kultur in England 1870–1945 an der Pädagogischen Hochschule Schwäbisch Gmünd.
Quesels Ernennung zum Professor erfolgte an der Pädagogischen Hochschule Solothurn, an der er von 2004 bis 2005 Leiter der Abteilung Forschung und Entwicklung war. Seit 2006 hat er eine Professur für Bildungssoziologie an der zu dieser Zeit neugegründeten Pädagogischen Hochschule der Fachhochschule Nordwestschweiz inne und ist dort Leiter des Forschungsschwerpunkts Bildungsorganisation.
Zu den Forschungsschwerpunkten gehören neben der Bildungssoziologie die Organisationssoziologie sowie die politische Soziologie.

## Publikationen (Auswahl)
- Soziologie und soziale Frage: Lorenz von Stein und die Entstehung der Gesellschaftswissenschaft in Deutschland. Wiesbaden 1989: Deutscher Universitäts-Verlag. ISBN 3-8244-4014-8.
- Soziale Emanzipation: Kollektivismus und Demokratie im Umbruch von der ständischen zur bürgerlichen Gesellschaft in Deutschland. Frankfurt am Main 1994: Lang. ISBN 3-631-47050-9.
- Pädagogik und politische Kultur in England 1870–1945. Frankfurt am Main 2005: Lang. ISBN 3-03910-383-0.
- (Hrsg.) Die Mühen der Freiheit: Probleme und Chancen der Partizipation von Kindern und Jugendlichen. Zürich 2006: Rüegger. ISBN 978-3-7253-0834-7.
- (Hrsg.) Failing Schools: Herausforderungen für die Schulentwicklung. Bern 2013: Hep. ISBN 978-3-03905-789-4.